# Dominique Villars
Dominique Villars (ou Villar) (Villar, Noyer-en-Champsaur, 14 de novembro de 1745 — Strasbourg, 26 de junho de 1814) foi um botânico francês.